# Plains cree
Plains cree er en nordamerikansk indianerstamme med reservater i både Canada :2  og USA. Andre navne brugt om plains cree er bl.a. cristeneaux, nehethawa, cris,:vii  samt knistenaux, som er brugt af bl.a. George Catlin.:118  Stammen taler et algonkinsk sprog.:359  Omkring 1810 bestod plains cree af cirka 350 familier eller knap 5.000 mennesker.:73  Tallet var steget til mindst 11.500 i 1860, bl.a. fordi store dele af befolkningen var blevet vaccineret mod kopper og undgik de dødelige følger af en epidemi i 1837-1838.:72 
Afhængigt af tidspunktet var stammen inddelt i syv til tolv mindre, ret selvstændige og løse grupper (bands), der hver var ledet af en høvding. Over midten af 1800-tallet bevægede grupperne sig generelt indenfor et territorium mellem Qu’Appelle River i sydøst til det øvre løb af North Saskatchewan River i nordvest (ca. til hvor Edmonton nu ligger).:110  Hver gruppe havde et foretrukkent kerneområde.:73 

## Historisk skitse
Fra et liv som skov-indianere (cree eller ”woodland cree”):5  i det østlige Manitoba og nordlige Ontario:5  startede plains cree forsigtigt på en ny tilværelse på prærien engang sidst i 1600-tallet.:23  Omkring 1790 var den fuldt bevidste og selvvalgte tilpasning:29  til det nye landskab fuldkommen.:29  Birkebarks-kanoen var skiftet ud til fordel for ride- og pakhesten, og en tipi havde erstattet barkhytten. Bisonen var det primære byttedyr.:119  I begyndelsen nedlagt af jægere til fods:13  brugte mændene også heste under bisonjagter efter ca. 1750.:25  Ved lejlighed drev plains cree dyrene ind i en indhegning og dræbe dem der.:112 

## Plains cree og sortfødderne
Gennem en lang periode af 1700-tallet tiltog stammen sig en lukrativ rolle som mellemhandlere mellem sortfødderne vestpå og den engelske handelsstation York Factory ved Hudson Bay.:17  Skønt længe allieret med sortfødderne mod shoshone, flathead og andre stammer kom venskabet til en brat ende i 1806.:35  Frem til 1871 bekrigede de to stammer hinanden:118  bortset fra korte perioder med en skrøbelig fred.:111  Stammens allierede i assiniboine-stammen sluttede ofte talstærkt op om dens krigstogter mod sortfødderne og andre indfødte.:87  Begge stammer led et markant nederlag under et forfejlet fællesangreb på nogle sortfodslejre ved Fort Whoop-up, Alberta, i efteråret 1870.:117 

### Andre fjender
Af andre fjender gennem tiden kan nævnes siouxerne:45 , gros ventres:16  og i en periode metis.:107  Stammens relationer til de hvide var i det store hele gode.:106  Først da bisonerne gradvist forsvandt på den nordlige prærie frem mod 1879, så plains cree med vrede på de hvide handelsfolk, uden at dette dog førte til våbenbrug mod dem.:107  Flere plains cree sluttede sig til Louis Riel og hans mislykkede oprør mod de canadiske myndigheder i 1885.:181 

### Plains cree i præriens handels-systemer
De sydlige plains cree gjorde lange handelsture ned til mandanerne og hidatsaerne i North Dakota i 1700-tallet for at bytte sig til majs:43  og siden også for at erhverve heste.:56  Stammen vedblev at sælge bisonskind og proviant (pemmican) til handelsstationerne, som pelskompagnierne byggede længere og længere inde på den canadiske prærie.:50  Også det amerikanske Fort Union i North Dakota fandt de sydlige grupper vej til for at gøre byttehandler på bedre vilkår end dem tilbudt dem i Canada af Hudson's Bay Company og rivalerne i North West Company.:93 

### Etableringen af reservater
Ved at tilslutte sig traktater i 1874 og igen to år senere accepterede de fleste plains cree store landafståelser til Canada og etableringen af reservater.:2  Efter at have forladt Canada flakkede en lille, forenet gruppe plains crees under høvding Little Bear og plains chippewas under høvding Rocky Boy rundt i Montana i knap 30 år, før de fik tildelt et lilleput-reservat dér i 1916.:11  Indbyggerne i Rocky Boy’s reservatet regner sig selv for ét folk: Chippewa cree.. I 1944 indgik Sunchild gruppen af plains cree i Canada en aftale om et reservat ved North Saskatchewan River.:2 